# Cléomène II
Pour les articles homonymes, voir Cléomène.
Cléomène II (en grec ancien : Κλεομένης / Kleoménês) fut roi de Sparte pendant plus de 60 ans, entre -370 et -309. 

## Biographie
Membre de la famille des Agiades, il était le fils de Cléombrote II, le vaincu de la bataille de Leuctres, et le frère d'Agésipolis II à qui il succéda après le règne éphémère de ce dernier. Il est aussi le père de Cléonyme.
Il gouverne conjointement avec les rois de la famille des Proclides tels Agésilas II (-370/-361), Archidamos III (-361/-338), Agis III (-338/-331) et le frère de celui-ci Eudamidas Ier (-331/-309). Si l'on excepte le début, avec la défaite de Mantinée (-362), son règne correspond à une période relativement paisible dans l'histoire de la cité lacédémonienne mais aussi de déclin. Sparte ne prend aucune part à la résistance de la Grèce contre les tendances hégémoniques du roi Philippe II de Macédoine.